# Philiris misimensis
Philiris misimensis är en fjärilsart som beskrevs av Robert Grant Wind och Clench 1947. Philiris misimensis ingår i släktet Philiris och familjen juvelvingar. Inga underarter finns listade i Catalogue of Life.